# Sarcophaga caledonia
Sarcophaga caledonia är en tvåvingeart som beskrevs av Thomas Pape 1996. Sarcophaga caledonia ingår i släktet Sarcophaga och familjen köttflugor.
Artens utbredningsområde är Nya Kaledonien. Inga underarter finns listade i Catalogue of Life.